# Elegia

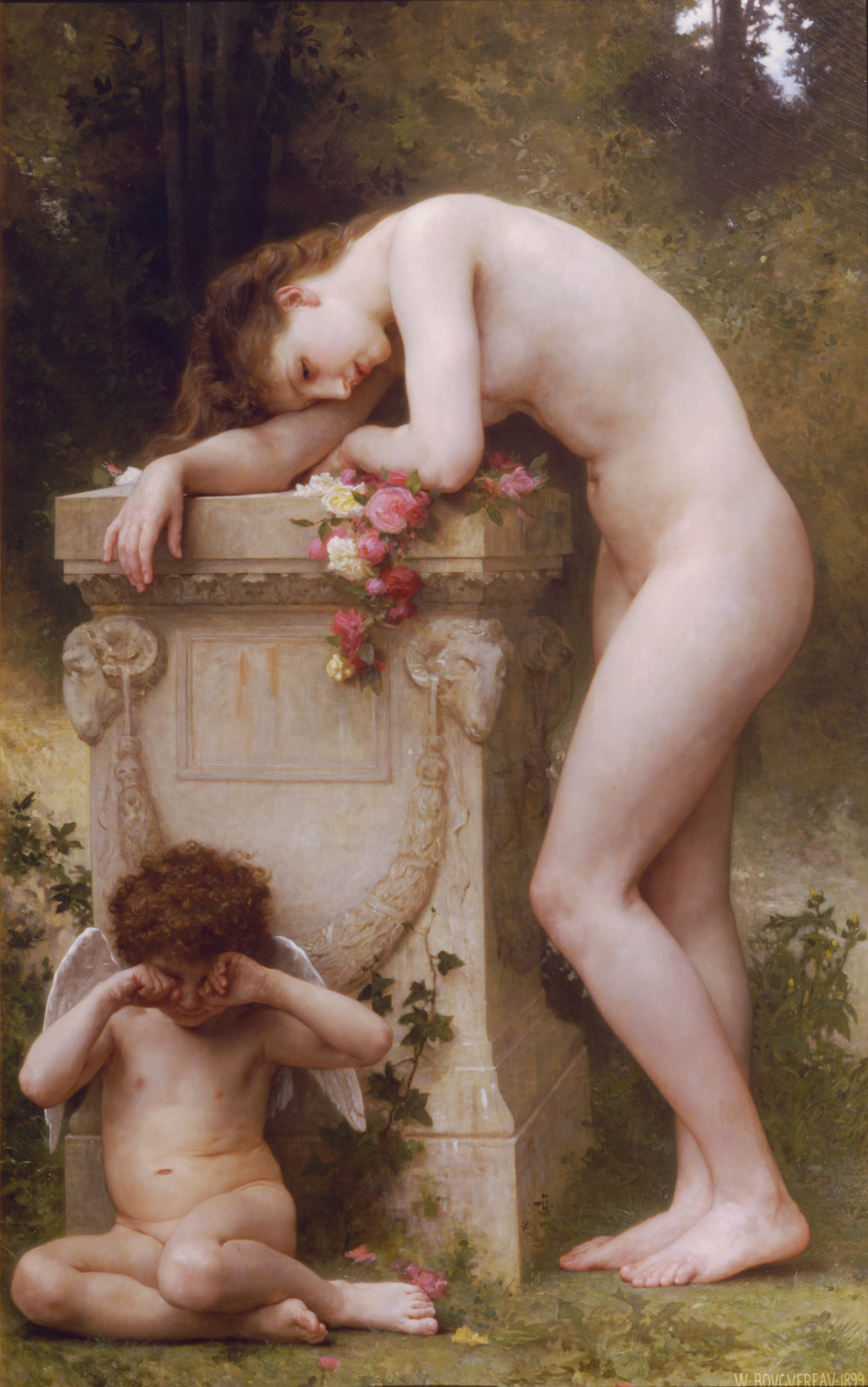
Elegia – obraz Williama-Adolphe’a Bouguereau, 1899.

Elegia (gr. ἐλεγεία elegeia – pieśń żałobna) – utwór liryczny o treści poważnej, refleksyjny, utrzymany w tonie smutnego rozpamiętywania, rozważania lub skargi, dotyczący spraw osobistych lub problemów egzystencjalnych (przemijanie, śmierć, miłość); wyróżnia się elegie miłosne i patriotyczne. Należy do najbardziej charakterystycznych form liryki bezpośredniej.
W poezji starogreckiej, skąd wywodzi się ten gatunek, obowiązkowa była dla niego forma wierszowa dystychu elegijnego. Mistrzem elegii w poezji starorzymskiej był Owidiusz, po nim gatunek ten uprawiali z powodzeniem John Milton, Johann Wolfgang von Goethe, Aleksandr Puszkin, Rainer Maria Rilke.
W Polsce elegie pisali m.in. Jan Kochanowski, Władysław Broniewski, Franciszek Karpiński (Żale Sarmaty), Krzysztof Kamil Baczyński (Elegia o... (chłopcu polskim)). Tomik zatytułowany Elegie jest najbardziej znanym dziełem czeskiego poety Jiříego Ortena.